# Kresa graniczna

Kresę graniczną zaznaczono na czerwono

Kresa graniczna (łac. linea terminalis) – struktura anatomiczna ludzkiej miednicy.
Kresa graniczna znajduje się między innymi na kości łonowej (os pubis), jednej z kości tworzących kość miedniczną i obręcz kończyny dolnej. Kość łonową buduje trzon oraz dwie gałęzie – górna i dolna; kresa graniczna leży na gałęzi górnej (ramus superior ossis pubis).
Kresa graniczna nie jest jednolitą strukturą. Tworzą ją grzebień kości łonowej (pecten ossis pubis), czyli ostro zakończony tylny brzeg górnej powierzchni gałęzi górnej, następnie kresa łukowata (linea arcuata) i linia łącząca powierzchnię miedniczną rzeczonej kości i podstawę kości krzyżowej, w końcu zaś wzgórek (promontorium).
Kresa ta stanowi umowną granicę pomiędzy miednicą większą (górna, szersza, ale i niższa część miednicy zamknięta z tyłu kręgosłupem lędźwiowym, a z boków talerzami kości biodrowych) a miednicą mniejszą (dolna, węższa, ale i wyższa część miednicy, ograniczona kością krzyżową i guziczną, kośćmi kulszowymi, łonowymi i spojeniem łonowym). Inaczej mówiąc, kresa graniczna stanowi ograniczenie wejścia do miednicy, zwanego też wchodem do miednicy (aditus pelvis), a jeszcze inaczej otworem górnym miednicy (apertura pelvis superior). Przez linię graniczną biegnie płaszczyzna wejścia miednicy (płaszczyzna wchodu miednicy, planum aditus pelvis).